# Kate McNeil
Kate McNeil (nascuda el 17 d'agost de 1959) és una actriu nord-americana. Va protagonitzar la telenovel·la diürna de la CBS As the World Turns de 1981 a 1984, i el 1983 va tenir el paper principal a la pel·lícula slasher The House on Sorority Row. McNeil també va ser la protagonista femenina de la pel·lícula de terror de 1988 Atracció diabòlica.

## Primers anys
Filla del president dels EUA Cocoa Corporation, McNeil va créixer en un suburbi de Filadèlfia, Pennsilvània. A l'escola secundària, va dir: "Vaig estar en moltes obres de teatre i era una mica salvatge." Va estudiar teatre a l'Ithaca College.

## Carrera
McNeil va començar la seva carrera d'actriu a la telenovel·la As the World Turns el 1981. El 1982, va aparèixer a la comèdia de baix pressupost Beach House. L'any següent, va protagonitzar la pel·lícula slasher The House on Sorority Row.El 1985 Kate McNeil va aparèixer a la minisèrie Kane & Abel i el 1986 va aparèixer en una altra minisèrie, North and South. Va protagonitzar la pel·lícula de terror del director George A. Romero Atracció diabòlica el 1988, per la que va rebre el premi a la millor actriu. al XXI Festival Internacional de Cinema Fantàstic de Sitges. A la dècada de 1990, Kate McNeil va aparèixer com a Janet. Gilchrist als tres últims telefilms Waltons.
A principis de la dècada de 1990, McNeil va ser membre del repartiment de dos programes de televisió, WIOU i Bodies of Evidence. McNeil també ha fet nombroses aparicions com a convidat a la televisió. Ha aparegut a Amazing Stories, Simon & Simon, Designing Women, Midnight Caller, Quantum Leap, The X-Files, S'ha escrit un crim, Babylon 5 , Diagnosis Murder, Veronica Mars, Bones, The Mentalist i Mad Men.

## Vida personal
McNeil està casat amb Roy Friedland, director i guionista, des de 1987. Tenen dos fills

## Filmografia

### Cinema
| Any  | Títol                     | Paper                  | Notes |
| ---- | ------------------------- | ---------------------- | ----- |
| 1982 | Beach House               | Cindy                  |       |
| 1983 | The House on Sorority Row | Katherine 'Katey' Rose |       |
| 1988 | Atracció diabòlica        | Melanie Parker         |       |
| 1994 | I'll Do Anything          | Stacy                  |       |
| 1995 | Sudden Death              | Kathi                  |       |
| 1997 | Shadow Dancer             | Det. Frances Hayes     |       |
| 2000 | Space cowboys             | Dona Astronauta #1     |       |
| 2001 | La mort d'un àngel        | Betty                  |       |
| 2001 | Glitter                   | Karen Diana            |       |
| 2002 | Until Morning             | Gillian Scott          |       |

### Televisió
| Any        | Títol                            | Paper                       | Notes                                                                                              |
| ---------- | -------------------------------- | --------------------------- | -------------------------------------------------------------------------------------------------- |
| 1981–1984  | As the World Turns               | Karen Haines Stenbeck Dixon | Sèrie de televisió                                                                                 |
| 1985       | Kane and Abel                    | Florentyna Rosnovski        | Minisèrie                                                                                          |
| 1986       | Vital Signs                      | Kristi                      | Telefilm                                                                                           |
| 1986       | North and South                  | Augusta Barclay             | Minisèrie                                                                                          |
| 1987       | Amazing Stories                  | Patty O'Neil                | Episodi: "Blue Man Down"                                                                           |
| 1988       | Simon & Simon                    | Trish Van Alder             | Episodi: "The Richer They Are the Harder They Fall"                                                |
| 1988, 1993 | S'ha escrit un crim              | Carrie Palmer, Kate Walden  | Episodis: "Harbinger of Death", "A Virtual Murder"                                                 |
| 1989       | Designing Women                  | Libby Coker                 | Episodi: "The Junies"                                                                              |
| 1989–90    | Anything but Love                | Gail                        | Episodis: "Hearts and Bones", "Partying Is Such Sweet Sorrow"                                      |
| 1990       | Midnight Caller                  | Rev. Summer                 | Episodi: "Planes"                                                                                  |
| 1990       | The Bakery                       | Dana Buchanan               | Telefilm                                                                                           |
| 1990–91    | WIOU                             | Taylor Young                | Main role                                                                                          |
| 1991       | Dear John                        | Carol                       | Episodi: "Kirk's Ex-Wife"                                                                          |
| 1992–93    | Bodies of Evidence               | Det. Nora Houghton          | Paper principal                                                                                    |
| 1993       | Quantum Leap                     | Olivia Barrett Covington    | Episodi: "The Leap Between States"                                                                 |
| 1993       | A Walton Thanksgiving Reunion    | Janet Gilchrist             | Telefilm                                                                                           |
| 1994       | Babylon 5                        | Janice Rosen                | Episodi: "The Quality of Mercy"                                                                    |
| 1995       | A Walton Wedding                 | Janet Gilchrist             | Telefilm                                                                                           |
| 1995       | Best Defense                     | Michelle Best               | Telefilm                                                                                           |
| 1996       | Diagnosis: Murder                | Jennifer Stratton / Joan    | Episodi: "Murder Murder"                                                                           |
| 1996       | Escape Clause                    | Sarah Ramsay                | Telefilm                                                                                           |
| 1997       | A Walton Easter                  | Janet Gilchrist Walton      | Telefilm                                                                                           |
| 1997       | Sleeping with the Devil          | Liz                         | Telefilm                                                                                           |
| 1997       | Promised Land                    | Laura Dunbar                | Episodi: "To Everything a Season"                                                                  |
| 1998–99    | Love Boat: The Next Wave         | Pat Kennedy                 | Episodis: "Smooth Sailing", "Getting to Know You", "Love Floats: The St. Valentine's Day Massacre" |
| 1999       | Providence                       | Randi                       | Episodi: "Pig in Providence"                                                                       |
| 1999       | Ally McBeal                      | Marianne Harper             | Episodi: "Let's Dance"                                                                             |
| 1999       | Half a Dozen Babies              | Lynda Smirz                 | Telefilm                                                                                           |
| 2000       | The X-Files                      | Nan Wieder                  | Episodi: "Theef"                                                                                   |
| 2000       | Nash Bridges                     | Rose Torry                  | Episodi: "Hard Cell"                                                                               |
| 2000       | One Kill                         | Maj. Leslie Nesbitt         | Telefilm                                                                                           |
| 2000       | American Tragedy                 | Dr. Clarkson                | Telefilm                                                                                           |
| 2001       | Family Law                       | Jenny                       | Sèrie de televisió                                                                                 |
| 2001       | CSI: Crime Scene Investigation   | Sharon Woodbury             | Episodi: "Chaos Theory"                                                                            |
| 2001       | ER                               | Mrs. Pendry                 | Episodi: "Partly Cloudy, Chance of Rain"                                                           |
| 2002       | Touched by an Angel              | Sarah Berrington            | Episodi: "For All the Tea in China"                                                                |
| 2003–04    | American Dreams                  | Doris Mason                 | Episodis: "The Long Goodbye", "Chasing the Past", "No Way Out"                                     |
| 2004       | NCIS                             | Comm. Margaret Green        | Episodi: "The Good Samaritan"                                                                      |
| 2004       | Without a Trace                  | Atty. Marian Costello       | Episodi: "Two Families"                                                                            |
| 2005       | Cold Case                        | Beth Adams                  | Episodi: "Blank Generation"                                                                        |
| 2005       | Star Trek: Enterprise            | Cmdr. Collins               | Episodi: "Affliction"                                                                              |
| 2005       | Veronica Mars                    | Betina Casablancas          | Episodi: "Nobody Puts Baby in a Corner"                                                            |
| 2005       | Bones                            | Audrey Schilling            | Episodi: "The Girl in the Fridge"                                                                  |
| 2008       | The Mentalist                    | Katherine Blakely           | Episodi: "The Thin Red Line"                                                                       |
| 2010       | Proposition 8 Trial Re-Enactment | Christine Van Aken          | Documental                                                                                         |
| 2010       | Law & Order: LA                  | Patricia Nelson             | Episodi: "Pasadena"                                                                                |
| 2011       | Big Love                         | Sister Mary                 | Episodis: "A Seat at the Table", "Certain Poor Shepherds"                                          |
| 2012       | Mad Men                          | Edith Huff                  | Episodi: "Dark Shadows"                                                                            |
| 2012       | Longmire                         | Maureen Mace                | Episodi: "An Incredibly Beautiful Thing"                                                           |
| 2012       | NCIS: Los Angeles                | Carol Adams                 | Episodi: "Recruit"                                                                                 |
| 2016       | Code Black                       | Anne Stringer               | Episodi: "Blood Sport"                                                                             |
| 2016       | Grey's Anatomy                   | Tess' Mom                   | Episodi: "I Am Not Waiting Anymore"                                                                |
| 2021       | Them                             | Dr. Frances Moynihan        | Episodis: "Day 9", "Day 10"                                                                        |